# 臺灣府淡水廳大甲溪巡檢
台灣府淡水廳大甲溪巡檢隸屬於台灣道之台灣府，前身為台灣府淡水廳鹿仔港巡檢為台灣清治時期的重要地方官員，自1816年起（嘉慶二十一年）移駐大甲，稽查竹塹南部（後壠以南）一帶內政，實為駐守於中台灣的地方父母官，首任巡檢為李芸，旋由周承藻繼任，再由吳廷棟署理。